# Leptoscopus macropygus
Leptoscopus macropygus is een straalvinnige vissensoort uit de familie van zuidelijke zandvissen (Leptoscopidae). De wetenschappelijke naam van de soort werd voor het eerst geldig gepubliceerd in 1846 door Richardson.